# Bézierkurve
En bézierkurve er en algoritme, som indenfor matematisk-numerisk analyse anvendes til matematisk beregning af en kurve. Bézierkurver finder hovedsagelig anvendelse i computergrafik.
Bézierkurver blev første gang offentliggjort i 1962 af den franske ingeniør Pierre Bézier, som brugte dem til at designe chassiser i forbindelse med produktion af biler.
I vektorgrafik er bézierkurver et vigtigt redskab. De bruges til at skabe modeller med afrundede kurver, der  kan skaleres uendeligt i størrelse uden at miste kvalitet.
| Dodekaeder | Spire Denne artikel om geometri er en spire som bør udbygges. Du er velkommen til at hjælpe Wikipedia ved at udvide den. |